# Natalie Wood
Natalie Wood, pseudonimo di Natal'ja Nikolaevna Zacharenko (San Francisco, 20 luglio 1938 – Isola di Santa Catalina, 29 novembre 1981), è stata un'attrice statunitense.

## Biografia
Il padre Nikolaj, architetto, era figlio dell'emigrante ucraino Mykola Stepanovič Zacharenko, i cui genitori Stepan Zacharenko ed Evdokija Savčenko si erano trasferiti a Vladivostok da Charkiv. La madre Maria Stepanovna Zudilova, ballerina, proveniva da una famiglia di aristocratici russi di Barnaul che, divenuti cittadini statunitensi, avevano cambiato il loro cognome in Gurdin. La bellezza bruna e gli occhi magnetici, uniti alla capacità d'interpretare il tipo di giovane donna inquieta e intensa, spesso soffocata dalle convenzioni sociali, la resero una delle attrici più interessanti della sua generazione.

### Carriera cinematografica
Natalie Wood ebbe un'intensa carriera già come attrice bambina. Dopo il debutto a soli 5 anni nel film Happy Land (1943) di Irving Pichel, con Don Ameche e Frances Dee, girò diversi altri film in cui lavorò con attori del calibro di Orson Welles in Conta solo l'avvenire (1946) di Irving Pichel, Gene Tierney e Rex Harrison in Il fantasma e la signora Muir (1947) di Joseph L. Mankiewicz. Fu la sua interpretazione della bambina che non crede a Babbo Natale, interpretato da Edmund Gwenn, nel classico natalizio Il miracolo della 34ª strada (1947) di George Seaton a darle notorietà internazionale. Quindi recitò altri con altri celebri attori, come James Stewart in La fortuna si diverte (1950) di Walter Lang, Bette Davis in La diva (1952) di Stuart Heisler, Paul Newman in Il calice d'argento (1954) di Victor Saville, Rock Hudson e Anne Baxter in Casa da gioco (1955) di Jerry Hopper. 

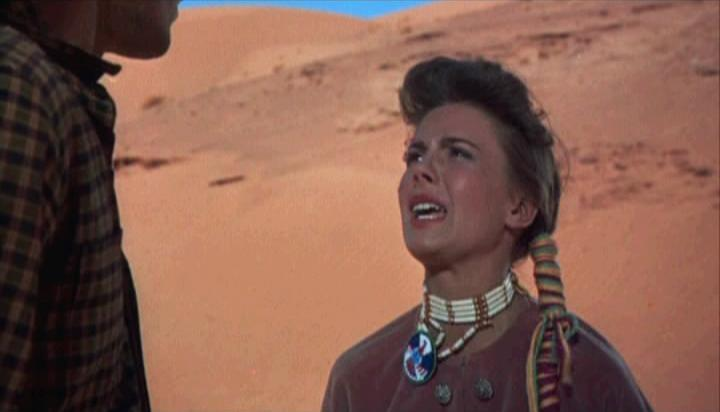
Natalie Wood in Sentieri selvaggi (1956)

Diversamente da quanto avvenne per altri attori-bambini, Wood affrontò agevolmente la transizione verso l'età adulta, conquistando il grande successo con Gioventù bruciata (1955), accanto a James Dean, per la regia di Nicholas Ray, film per il quale ottenne la sua prima candidatura all'Oscar. L'anno successivo fu al fianco di John Wayne nel western Sentieri selvaggi, un classico diretto da John Ford. Nel 1958 recitò con Frank Sinatra e Tony Curtis in Cenere sotto il sole di Delmer Daves; nello stesso anno apparve accanto a Gene Kelly in Vertigine di Irving Rapper. Nel 1960 affiancò il marito Robert Wagner in I giovani cannibali di Michael Anderson.
La svolta nella sua carriera avvenne nel 1961 con il musical West Side Story di Robert Wise e Jerome Robbins, vincitore di 10 Oscar, ove venne doppiata nelle parti cantate da Marni Nixon, e il drammatico Splendore nell'erba di Elia Kazan, ove recitò al fianco dell'esordiente Warren Beatty, che le valse la seconda delle sue tre candidature al premio Oscar e che rimane probabilmente la sua migliore interpretazione. Negli anni seguenti apparve in pellicole di vario genere, come Strano incontro (1963) di Robert Mulligan, accanto a Steve McQueen, Donne, v'insegno come si seduce un uomo (1964) di Richard Quine, ove recitò insieme a Tony Curtis, Henry Fonda e Lauren Bacall, La grande corsa (1965) di Blake Edwards, con Jack Lemmon e nuovamente Curtis, Lo strano mondo di Daisy Clover (1965) di Robert Mulligan, con Robert Redford, Questa ragazza è di tutti (1966) di Sydney Pollack, ancora in coppia con Redford. In La donna che inventò lo strip-tease (1962) di Mervyn LeRoy, ove ebbe come partner Rosalind Russell e Karl Malden, mise nuovamente in evidenza le sue doti di ballerina e cantante, questa volta non doppiata. Nei film Lo strano mondo di Daisy Clover, La grande corsa e Penelope, la magnifica ladra (1966) di Arthur Hiller, ove affiancò Ian Bannen, diede ancora prova delle sue doti di cantante melodica. Nel 1965 venne fatto anche il suo nome per il ruolo della protagonista di Io la conoscevo bene di Antonio Pietrangeli, poi assegnato a Stefania Sandrelli.
Giunta al vertice della popolarità, dopo il 1966 ebbe tuttavia qualche difficoltà nel trovare film e ruoli adeguati, come quello della moglie di Robert Culp in Bob & Carol & Ted & Alice (1969), pellicola di Paul Mazursky piuttosto audace per l'epoca, in cui per la prima volta si trattava l'argomento dello scambio di coppie. Negli anni settanta diradò la sua presenza sulle scene cinematografiche, ma ottenne un rinnovato successo in televisione con Un affare di cuore (1973) di Gilbert Cates e le serie Da qui all'eternità (1979), per cui vinse il Golden Globe, e Cuore e batticuore (1979), in cui apparve come guest star, accanto al marito Robert Wagner; nel 1976, ed ancora accanto a Wagner, interpretò il personaggio di Maggie (reso celebre al cinema nel 1958 da Elizabeth Taylor) in La gatta sul tetto che scotta di Robert Moore; particolarmente apprezzata fu la sua intensa interpretazione in Le memorie di Eva Ryker (1980) di Walter Grauman. Poco prima della prematura scomparsa affrontò generi cinematografici inediti nella sua lunga carriera, come il kolossal catastrofico Meteor (1979) di Ronald Neame, nel quale recitò accanto a Sean Connery e nuovamente Karl Malden, e il fantascientifico Brainstorm - Generazione elettronica (1983) di Douglas Trumbull, suo ultimo film, uscito postumo.

### La morte misteriosa

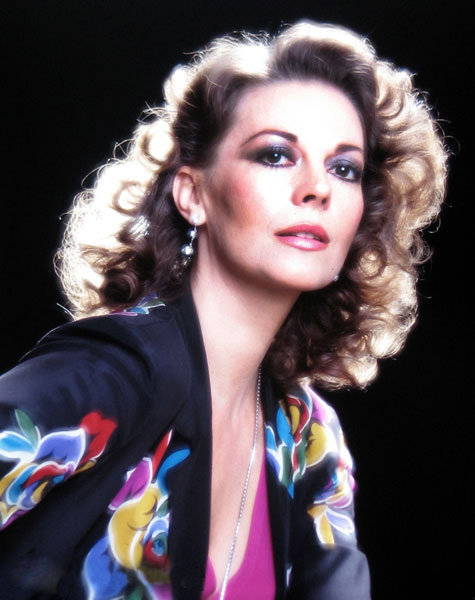
Wood due anni prima della morte

L'attrice, all'epoca quarantatreenne, morì in circostanze misteriose il 29 novembre 1981, annegando al largo dell'isola di Santa Catalina dopo essere scesa nell'Oceano Pacifico con un gommone dal suo panfilo, sul quale si trovava insieme al marito Wagner e all'attore Christopher Walken. Sullo yacht era presente anche il comandante Dennis Davern. Sebbene si fosse parlato inizialmente di un flirt tra lei e Walken, col quale stava recitando in Brainstorm - Generazione elettronica (uscito postumo nel 1983), le testimonianze di Walken e Wagner sull'incidente furono perfettamente coincidenti.
Trenta anni prima, proprio nello stesso tratto di mare, la Wood aveva girato per il film La diva la scena di una gita in barca insieme a Bette Davis e a Sterling Hayden. Il corpo dell'attrice fu recuperato dalle autorità alle 8:00 del mattino del 29 novembre, un miglio lontano dalla barca, mentre il gommone si era arenato nelle vicinanze. Secondo Wagner, quando andò a letto, Wood non c'era: egli ammise anche di aver avuto una discussione con lei prima che scomparisse. L'autopsia rivelò che il contenuto di alcol nel sangue di Wood era dello 0,14% (all'epoca in California il limite massimo per guidare un'auto era di 0,10%) e c'erano tracce di due tipi di farmaci nel suo sangue che, entrambi, aumentano gli effetti dell'alcool. Il coroner Thomas Noguchi della contea di Los Angeles dichiarò la sua morte un incidente per annegamento e ipotermia: secondo il coroner, Wood aveva bevuto e potrebbe essere scivolata mentre cercava di salire a bordo del gommone. Due testimoni che si trovavano su una barca vicina hanno affermato di aver sentito una donna gridare aiuto durante la notte. La sorella tuttavia espresse dei dubbi sulla ricostruzione, dato che la Wood non sapeva nuotare e aveva affermato pubblicamente di essere terrorizzata dall'acqua, pur avendo per ragioni di copione dovuto più volte nuotare, e quindi, secondo lei, non avrebbe mai lasciato lo yacht da sola con il tender.
Nuove informazioni sulle circostanze della morte dell'attrice portarono alla riapertura del caso nel novembre 2011, quando il comandante Davern dichiarò di aver mentito alla polizia durante l'inchiesta iniziale, e che la Wood e Wagner avevano avuto una discussione quella sera, cosa che Wagner all'epoca negò. Sosteneva che la Wood avesse flirtato con Walken, che Wagner fosse geloso e infuriato e che, dopo la scomparsa della donna, Wagner avesse impedito a Davern di accendere le luci di ricerca e di informare le autorità. Tuttavia, non essendo emerso nulla di rilevante, l'istruttoria venne chiusa nel gennaio dell'anno seguente.
Nel gennaio 2013 le indagini furono riaperte; una nuova autopsia condotta sul corpo dell'attrice rivelò infatti la presenza di lividi sulle braccia, sui polsi e sul collo, tali da far supporre un'aggressione, ma la conclusione fu che «l'esame condotto non è in grado di escludere delle cause non accidentali che avrebbero procurato tali lesioni. Dato che ci sono ancora troppe questioni irrisolte, le ragioni del decesso restano indeterminate». Nel febbraio 2018 Wagner è stato citato come personaggio coinvolto nelle indagini sulla morte della Wood, ma ha negato qualsiasi coinvolgimento.
Nel 2020, un medico ed ex stagista di Noguchi al momento della morte della Wood ha dichiarato che i lividi erano di grosse dimensioni e compatibili con un corpo gettato da una barca. Ha affermato di aver fatto quelle osservazioni a Noguchi.
Nel 2004 il regista Peter Bogdanovich diresse la miniserie TV Il mistero di Natalie Wood, con Justine Waddell e Michael Weatherly, basata sulla vicenda.

## Vita privata

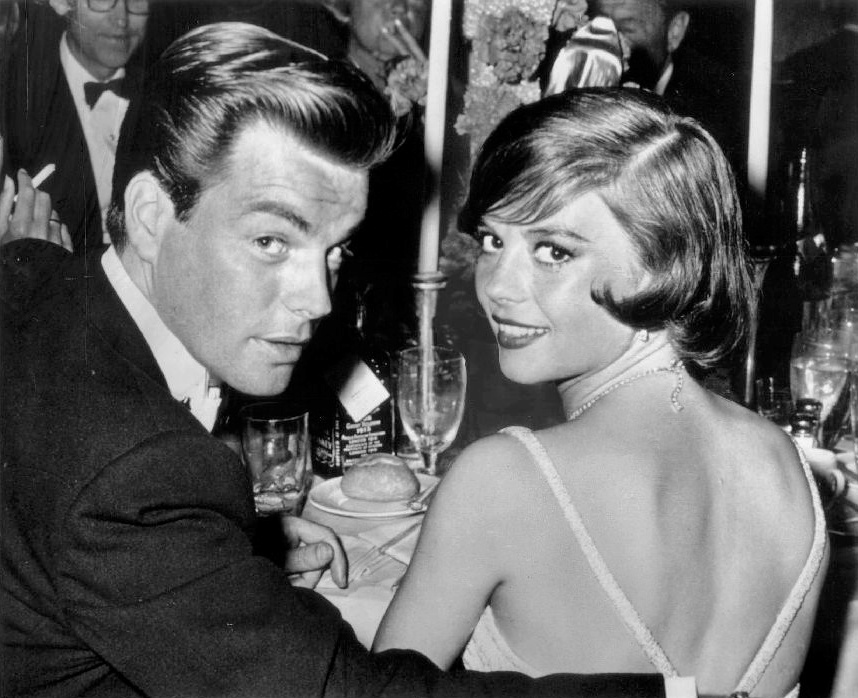
Natalie Wood e l'allora marito Robert Wagner nel 1960

Il 28 dicembre 1957 Wood sposò l'attore Robert Wagner, da cui divorziò il 1º aprile 1962, senza aver avuto figli. In seguito, sposò lo scrittore e produttore Richard Gregson: da questo matrimonio, che durò dal 1969 al 1972, nacque nel 1970 la sua prima figlia, Natasha. Dopo il divorzio da Gregson, il 16 luglio 1972 Natalie Wood si risposò con Wagner, da cui ebbe questa volta una figlia, Courtney, nata nel 1974. Il terzo matrimonio durò fino alla tragica morte dell'attrice, avvenuta nel 1981.

## Filmografia parziale

### Cinema
- Happy Land, regia di Irving Pichel (1943)
- Non c'è due... senza tre (The Bride Wore Boots), regia di Irving Pichel (1946)
- Conta solo l'avvenire (Tomorrow Is Forever), regia di Irving Pichel (1946)
- Il miracolo della 34ª strada (Miracle on 34th Street), regia di George Seaton (1947)
- Il fantasma e la signora Muir (The Ghost and Mrs. Muir), regia di Joseph L. Mankiewicz (1947)
- Fiore selvaggio (Driftwood), regia di Allan Dwan (1947)
- Scudda Hoo! Scudda Hay!, regia di Frederick Hugh Herbert (1948)
- Noi che ci amiamo (Our Very Own), regia di David Miller (1949)
- Non siate tristi per me (No Sad Songs for Me), regia di Rudolph Maté (1950)
- Che vita con un cowboy! (Never a Dull Moment), regia di George Marshall (1950)
- La fortuna si diverte (The Jackpot), regia di Walter Lang (1950)
- A.A. criminale cercasi (Dear Brat), regia di William A. Seiter (1951)
- Più forte dell'amore (The Blue Veil), regia di Curtis Bernhardt (1951)
- Il sogno dei miei vent'anni (Just for You), regia di Elliott Nugent (1952)
- La diva (The Star), regia di Stuart Heisler (1952)
- Il calice d'argento (The Silver Chalice), regia di Victor Saville (1954)
- Casa da gioco (One Desire), regia di Jerry Hopper (1955)
- Gioventù bruciata (Rebel Without a Cause), regia di Nicholas Ray (1955)
- Sentieri selvaggi (The Searchers), regia di John Ford (1956)
- Ore d'angoscia (A Cry in the Night), regia di Frank Tuttle (1956)
- La ragazza che ho lasciato (The Girl He Left Behind), regia di David Butler (1956)
- Le colline bruciano (The Burning Hills), regia di Stuart Heisler (1956)
- I giganti toccano il cielo (Bombers B-52), regia di Gordon Douglas (1957)
- La storia di James Dean (The James Dean Story), regia di Robert Altman – documentario (1957)
- Vertigine (Marjorie Morningstar), regia di Irving Rapper (1958)
- Cenere sotto il sole (Kings Go Forth), regia di Delmer Daves (1958)
- Cash McCall, regia di Joseph Pevney (1960)
- I giovani cannibali (All the Fine Young Cannibals), regia di Michael Anderson (1960)
- West Side Story, regia di Robert Wise (1961)
- Splendore nell'erba (Splendor in the Grass), regia di Elia Kazan (1961)
- La donna che inventò lo strip-tease (Gypsy), regia di Mervyn LeRoy (1962)
- Strano incontro (Love with the Proper Stranger), regia di Robert Mulligan (1963)
- Donne, v'insegno come si seduce un uomo (Sex and the Single Girl), regia di Richard Quine (1964)
- Lo strano mondo di Daisy Clover (Inside Daisy Clover), regia di Robert Mulligan (1965)
- La grande corsa (The Great Race), regia di Blake Edwards (1965)
- Penelope, la magnifica ladra (Penelope), regia di Arthur Hiller (1966)
- Questa ragazza è di tutti (This Property Is Condemned), regia di Sydney Pollack (1966)
- Bob & Carol & Ted & Alice, regia di Paul Mazursky (1969)
- Il candidato (The Candidate), regia di Michael Ritchie (1972)
- Un affare di cuore (The Affair), regia di Gilbert Cates (1973)
- James Dean the First American Teenager, regia di Roy Connolly – documentario (1975)
- Una valigia piena di dollari (Peeper), regia di Peter Hyams (1975)
- Io, Willy e Phil (Willie and Phil), regia di Paul Mazursky (1979)
- L'ultima coppia sposata (The Last Married Couple in America), regia di Gilbert Cates (1979)
- Meteor, regia di Ronald Neame (1979)
- Brainstorm - Generazione elettronica (Brainstorm), regia di Douglas Trumbull (1983)

### Televisione
- General Electric Theater – serie TV, episodi 3x08-4x10 (1954-1955)
- Studio 57 – serie TV, episodi 1x05-3x33 (1954-1957)
- Kings Row – serie TV, episodi 1x06-1x07 (1955-1956)
- The Kaiser Aluminum Hour – serie TV, episodio 1x07 (1956)
- Conflict – serie TV, episodio 1x09 (1957)
- Switch – serie TV, episodi 1x09-3x20 (1975-1978)
- La gatta sul tetto che scotta (Cat on a Hot Tin Roof), regia di Robert Moore – film TV (1976)
- Cuore e batticuore (Hart to Hart) – serie TV, episodio 1x01 (1979)
- Da qui all'eternità (From Here to Eternity) – miniserie TV, 3 puntate (1979)
- Le memorie di Eva Ryker (The Memory of Eva Ryker), regia di Walter Grauman – film TV (1980)

## Riconoscimenti
- Premio Oscar

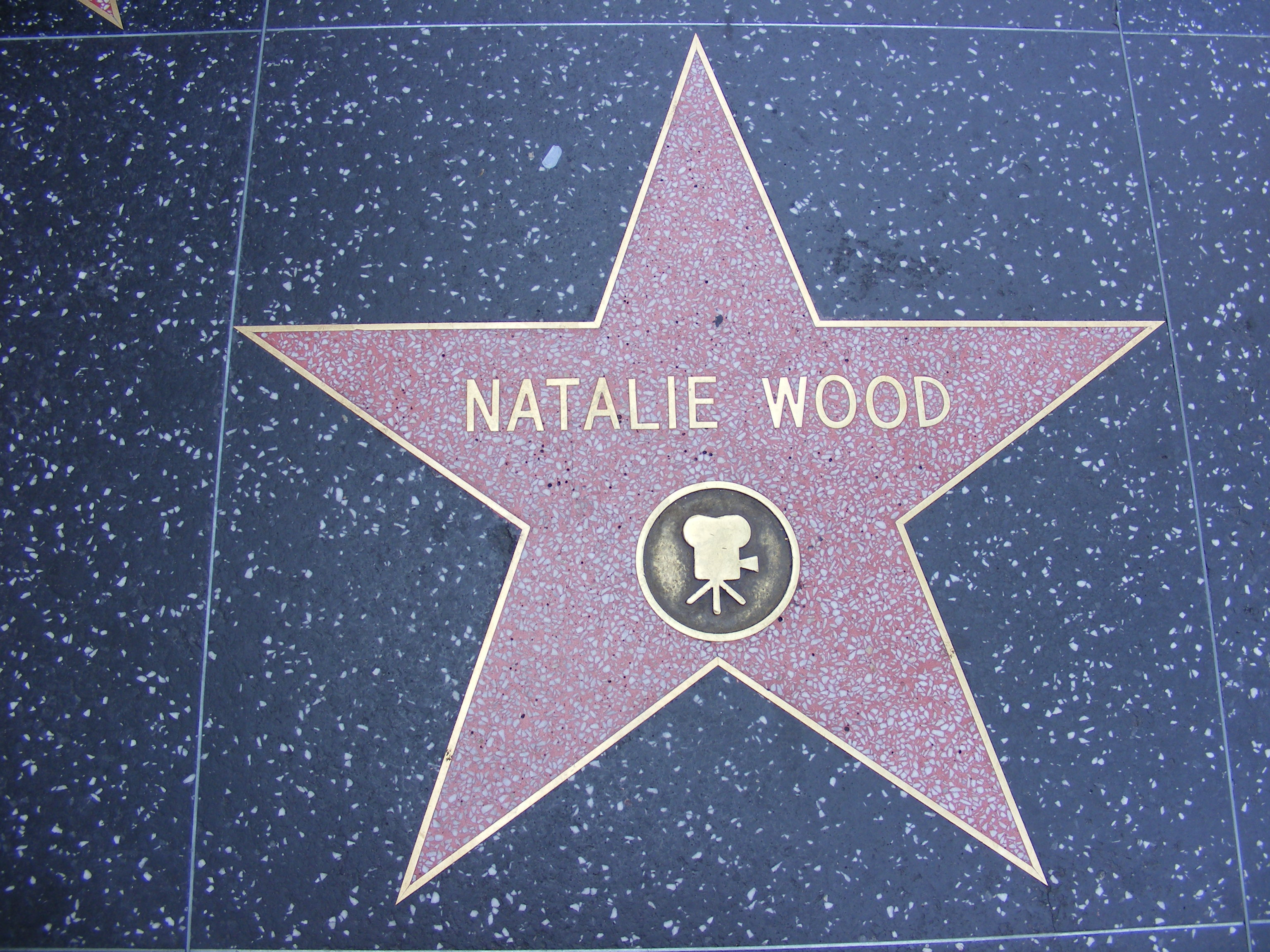
La stella di Natalie Wood sulla Hollywood Walk of Fame

  - 1956 – Candidatura alla miglior attrice non protagonista per Gioventù bruciata
  - 1962 – Candidatura alla miglior attrice protagonista per Splendore nell'erba
  - 1964 – Candidatura alla miglior attrice protagonista per Strano incontro
- Golden Globe
  - 1957 – Migliore attrice debuttante per Gioventù bruciata
  - 1962 – Candidatura alla migliore attrice in un film drammatico per Splendore nell'erba
  - 1963 – Candidatura alla migliore attrice in un film commedia o musicale per La donna che inventò lo strip-tease
  - 1964 – Candidatura alla migliore attrice in un film drammatico per Strano incontro
  - 1966 – Henrietta Award
  - 1966 – Candidatura alla migliore attrice in un film commedia o musicale per Lo strano mondo di Daisy Clover
  - 1967 – Candidatura alla migliore attrice in un film drammatico per Questa ragazza è di tutti
  - 1980 – Miglior attrice in una serie drammatica per Da qui all'eternità
- BAFTA
  - 1963 – Candidatura alla migliore attrice straniera per Splendore nell'erba
- Laurel Awards
  - 1958 – Migliore attrice in un film drammatico per Vertigine
  - 1958 – Candidatura alla migliore star femminile
  - 1959 – Candidatura alla migliore star femminile
  - 1960 – Candidatura alla migliore star femminile
  - 1961 – Candidatura alla migliore star femminile
  - 1962 – Candidatura alla migliore star femminile
  - 1962 – Candidatura alla migliore attrice in un film drammatico per Splendore nell'erba
  - 1963 – Candidatura alla migliore attrice in un film musicale per La donna che inventò lo strip-tease
  - 1963 – Candidatura alla migliore star femminile
  - 1964 – Candidatura alla migliore attrice in un film drammatico per Strano incontro
  - 1964 – Candidatura alla migliore star femminile
  - 1965 – Migliore attrice in un film commedia per Donne, v'insegno come si seduce un uomo
  - 1965 – Candidatura alla migliore star femminile
  - 1966 – Candidatura alla migliore star femminile
  - 1967 – Migliore star femminile
  - 1967 – Candidatura alla migliore attrice in un film drammatico per Questa ragazza è di tutti
  - 1968 – Candidatura alla migliore star femminile
  - 1970 – Candidatura alla migliore star femminile
  - 1971 – Candidatura alla migliore star femminile
- Festival internazionale del cinema di Mar del Plata
  - 1964 – Astor d'argento alla miglior attrice per Strano incontro
- Saturn Award
  - 1984 – Candidatura alla miglior attrice non protagonista per Brainstorm - Generazione elettronica

### Altri premi
- Hollywood Walk of Fame (Star of Motion Pictures; 7000 Hollywood Blvd.; February 1, 1987)
- Young Hollywood Hall of Fame (1940's)

## Doppiatrici italiane
- Maria Pia Di Meo ne La diva, Il calice d'argento, Casa da gioco, Cenere sotto il sole, I giovani cannibali, Strano incontro, Donne, v'insegno come si seduce un uomo, Penelope, la magnifica ladra, Questa ragazza è di tutti, Bob & Carol & Ted & Alice, Un affare di cuore
- Fiorella Betti in Gioventù bruciata, Ore d'angoscia, La ragazza che ho lasciato, Le colline bruciano, Vertigine, West Side Story, Splendore nell'erba, La donna che inventò lo strip-tease, Lo strano mondo di Daisy Clover
- Germana Calderini in Il fantasma e la signora Muir, Il miracolo della 34ª strada
- Vittoria Febbi in Sentieri selvaggi, Meteor
- Loredana Randisi in Non siate tristi per me
- Valeria Valeri in La grande corsa
- Lorenza Biella in Il candidato
- Ada Maria Serra Zanetti in L’ultima coppia sposata
- Rossella Izzo in Brainstorm - Generazione elettronica
- Liliana Sorrentino in I giganti toccano il cielo (ridoppiaggio)
- Rossella Acerbo ne Il miracolo della 34ª strada (ridoppiaggio)

## Galleria d'immagini

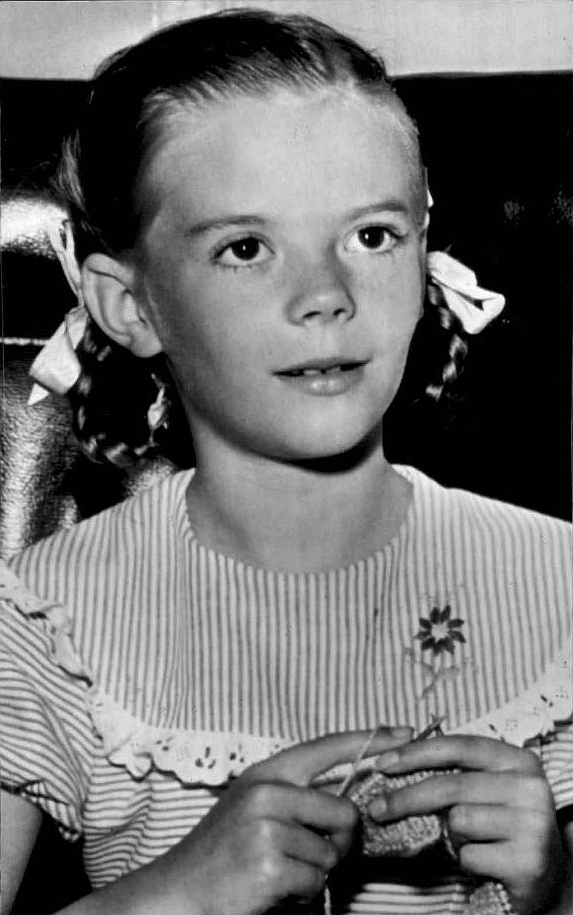
Natalie Wood in una foto del 1947
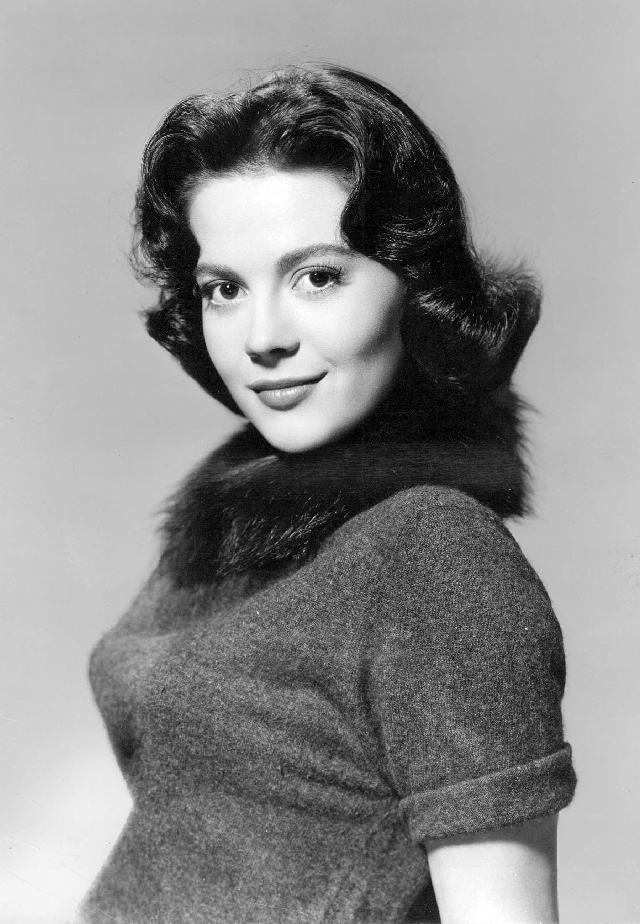
Natalie Wood in una foto del 1958
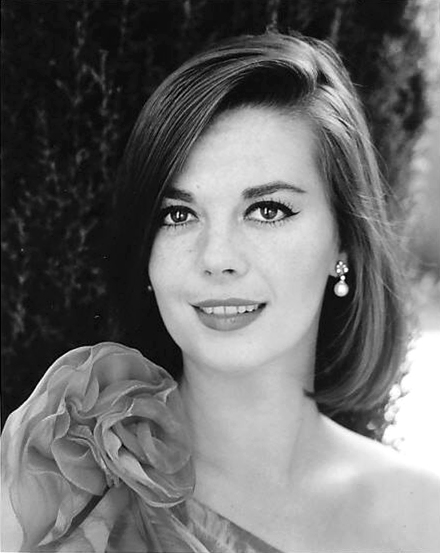
Natalie Wood negli anni '60
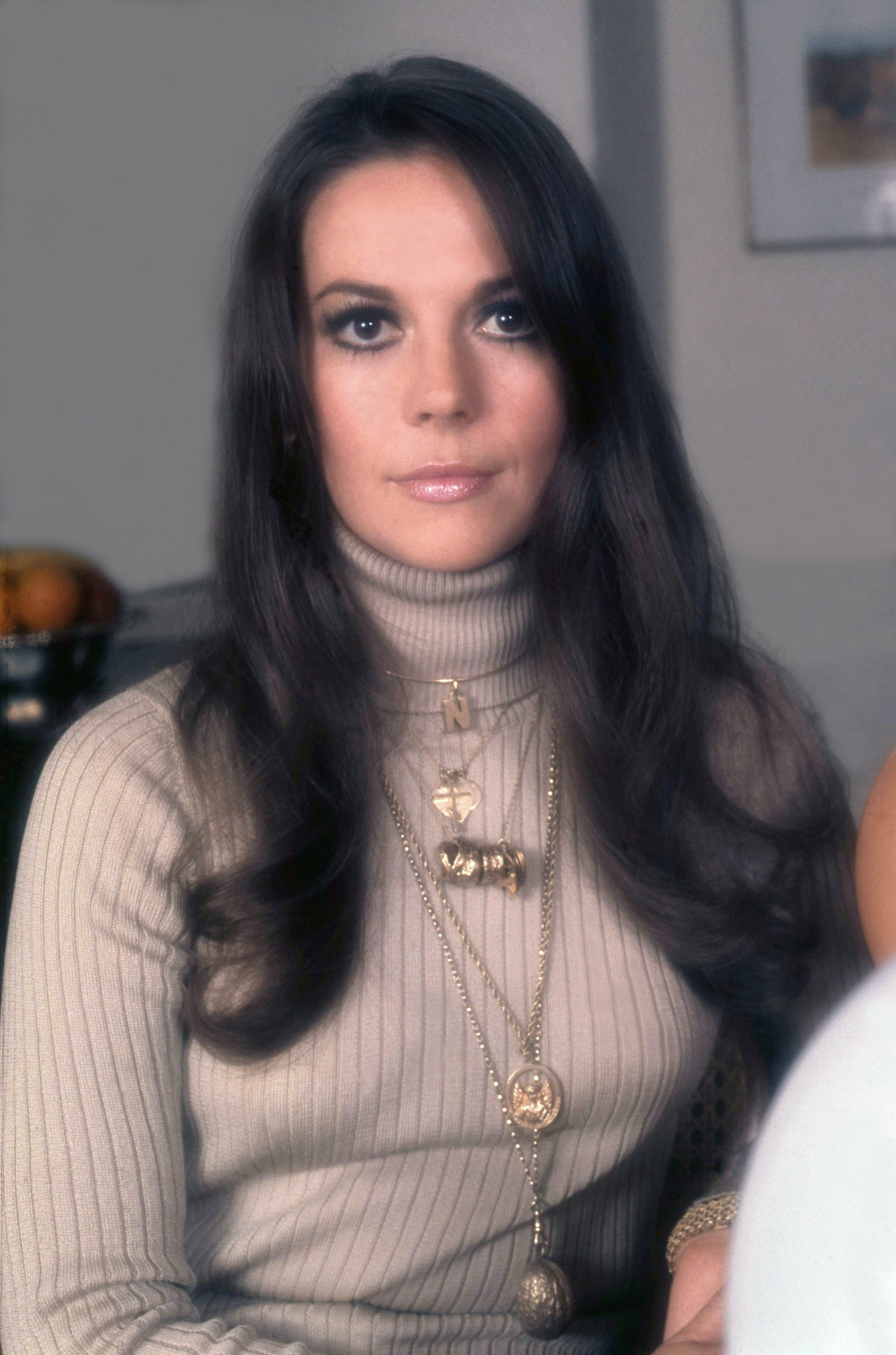
Natalie Wood negli anni '70